# 大潭交流道
大潭交流道為臺灣台86線的交流道，位於臺灣臺南市歸仁區，指標為11K，在1999年12月30日通車，可通往武東、大潭、歸仁市區及高鐵台南站，並且可藉南351線銜接台39線。
因應高鐵台南站特定區發展，台南市政府交通局增建一條匝道通往至高鐵特區，分流沙崙智慧綠能科學城之交通車潮，已於2022年5月20日通車。
|  | 11 大潭 |  | 歸仁 高鐵站 大潭 武東 |

## 鄰近公路
- 台39線
- 南351線

## 周邊設施
- 高鐵台南站特定區
  - 高鐵台南站
  - 沙崙車站
  - 大台南會展中心
  - MITSUI OUTLET PARK 台南
  - 沙崙智慧綠能科學城
  - 國立陽明交通大學台南分部

## 外部連結
- 台86線大潭交流道示意圖 （页面存档备份，存于）（交通部公路總局）